# China-Eastern-Airlines-Flug 5398
Der China-Eastern-Airlines-Flug 5398 (Flugnummer: MU5398) war ein planmäßiger Inlandsflug der chinesischen Fluggesellschaft China Eastern Airlines von Shenzhen nach Fuzhou. Am 26. Oktober 1993 verunglückte auf diesem Flug eine McDonnell Douglas MD-82 (DC-9-82) bei der Landung auf dem Flughafen Fuzhou-Yixu, wobei zwei Personen starben und zehn verletzt wurden.

## Flugzeug
Bei dem verunglückten Flugzeug handelte es sich um eine McDonnell Douglas MD-82 (DC-9-82), die zum Zeitpunkt des Unfalls 8 Jahre alt war. Die Maschine wurde im Jahr 1985 im Werk von McDonnell Douglas in Long Beach (Kalifornien) endmontiert und am 7. Oktober 1985 neu an die CAAC ausgeliefert. Nach der Aufspaltung der einzigen Fluggesellschaft der Volksrepublik China in eine Reihe von neuen Fluggesellschaften ging die Maschine am 1. Mai 1988 an die China Northern Airlines. Das Flugzeug trug die Werksnummer 49355 und die Modellseriennummer 1224. Die Maschine wurde mit dem Luftfahrzeugkennzeichen B-2103 zugelassen. Das zweistrahlige Schmalrumpfflugzeug war mit zwei Triebwerken des Typs Pratt & Whitney JT8D-217A ausgestattet.

## Passagiere und Besatzung
Den Inlandslinienflug MU5398 von Shenzhen nach Fuzhou hatten 71 Passagiere angetreten. Es befand sich außerdem eine neunköpfige Besatzung an Bord.

## Unfallhergang

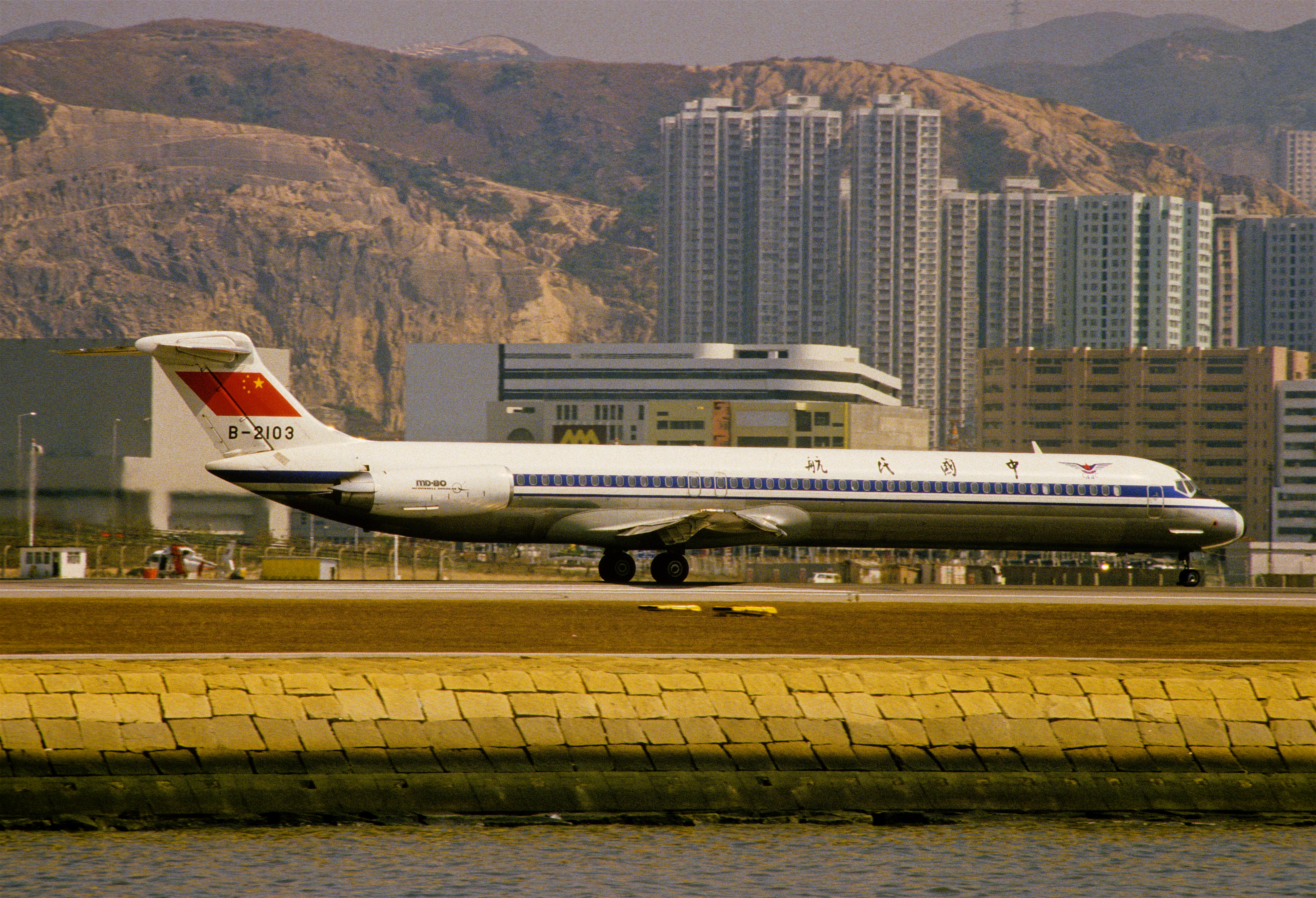
Die Unfallmaschine im Jahr 1986 in der Bemalung der CAAC

Die Maschine hob um 11:50 Uhr Ortszeit vom Flughafen Shenzhen-Bao'an zu dem einstündigen Flug zum Flughafen Fuzhou-Yixu ab. Die Landung war um 12:50 Uhr vorgesehen. Es wurde ein IGS/DME-Anflug durchgeführt. Die Besatzung teilte der Flugsicherung um 12:32 Uhr mit, dass sie sich für die Landung vorbereite. Zu dieser Zeit regnete es, die Sichtweite betrug vier Kilometer. Die Piloten erhielten eine Freigabe zur Landung auf Bahn 08. Trotz der schlechten Sichtverhältnisse begann die Besatzung mit dem Anflug auf Fuzhou, was dazu führte, dass die Maschine erheblich nach rechts von der Anflugroute abkam. Anstatt einen Fehlanflug durchzuführen, versuchten die Piloten eine Kurskorrektur durchzuführen, während sie gleichzeitig die Maschine weiter sinken ließen. Zwei Kilometer vor der Landebahn befand sich die Maschine 350 Meter rechts von der Anfluggrundlinie. In 20 Meter Höhe über dem Boden entschieden die Piloten, den Anflug abzubrechen. Sie erhöhten den Schub und fuhren die Landeklappen wieder ein. Die Maschine sank jedoch weiter, so dass der Flugkapitän kurzerhand entschied, die Maschine, die gerade die Landebahn überflog, doch noch aufzusetzen. Er nahm den Schub zurück und die Maschine setzte 1983 Meter hinter der Landebahnschwelle auf. Damit war nicht mehr genug Landebahnlänge vorhanden, um die Maschine zum Stehen zu bringen. Die DC-9-82 überschoss das Landebahnende und schlitterte in einen 385 Meter dahinter gelegenen Teich. Der Flugzeugrumpf war in drei Teile gebrochen. Zwei Passagiere wurden getötet und weitere 10 Personen verletzt.

## Unfallermittlungen
Die Unfalluntersuchung ergab, dass der Flugkapitän gegen das Anflugverfahren des Flughafens Fuzhou-Yixu verstoßen und unzureichend mit dem Fluglotsen kooperiert hatte.